# Maria Butaciu
Maria Butaciu (n. 19 februarie 1940, Salva, România – d. 11 iunie 2018, București, România) a fost o interpretă de muzică populară românească din Ardeal, în special din zona Țării Năsăudului.

## Studiile
Fiică a lui Mihăilă a Butaciului - diac (cantor, cântăreț) în vechea biserică greco-catolică din Salva, cu opt urmași, -  a urmat Liceul de Muzică (azi purând numele compozitorului Sigismund Toduță) de la Cluj, secția canto clasic, unde începe cariera sa muzicală cu Orchestra Populară a Filarmonicii  de Stat Transilvania din Cluj.

## Cariera artistică
A cântat încă din timpul liceului cu orchestra populară a Filarmonicii de Stat Transilvania din Cluj dirijată de Ilie Tetrade. Aici i-a avut colegi pe Maria Peter (consăteană a artistei), Maria Marcu, Dumitru Sopon, Simion Pop.
A fost admisă la Ansamblul "Ciocârlia" din București în urma unui concurs desfășurat la 1 aprilie 1961. A activat aici până la desființarea ansamblului în anul 1970. A fost ulterior solistă a Ansamblului Rapsodia Română.
În 1963 este laureată a celui de-al VIII-lea Festival Mondial al Tineretului și Studenților de la Helsinki.
De-a lungul carierei sale a colaborat cu dirijori precum Constantin Arvinte, Ion Mărgean, Paraschiv Oprea, Victor Predescu, Ilie Tetrade, George Vancu, Alexandru Viman, atât în concerte, cât și în înregistrări realizate la Radioteleviziunea Română și la casa de discuri Electrecord.
A făcut parte din grupul vocal „Miorița” coordonat de muzicianul George Vancu, care a lansat și popularizat cunoscuta piesă de origine maramureșană Coborâi din deal în vale.
În anul 2001 a fost numită „Cetățean de onoare al municipiului București”.
Câteva titluri notabile de cântece din repertoriul său sunt „De-ar fi dorul ca dorul”, „Măi bădiță din Ardeal”, „Sus în cel vârf de Gutâi”, „Auzit-am, bade, eu”, „Măi bădiță, buze moi”, „Trandafir cu creanga-n apă”, „Firule, măi fir de iarbă”, „Povestea puiului de cerb”.

## Discografie
- 1963 Numai Badea Mi-i Drag Mie
- 1964 Omul câte doruri are
- 1966 Multe doruri sunt pe lume
- 1967 Mama când m-o legănat
- 1968 Sus în cel vârf de gutâi
- 1972 Auzit-am bade eu
- 1974 Maria Butaciu
- 1975 Tot așa gândea omul
- 1978 Cântecul transilvăneninlor în Războiul de Independență
- 1981 Cine iubește și spune
- 1986 Cât îi Bistrița de mare
- 1991 Pe unde trece dorul
- 2006 De când cânt, aș tot cânta
- 2014 Viață, viață drum cotit